# Brusy (stacja kolejowa)
Brusy – stacja kolejowa w Brusach, w województwie pomorskim, w Polsce. Znajduje się tu 1 peron. Na stacji zatrzymują się pociągi Regio spółki Polregio w relacji Chojnice – Kościerzyna.
W 2021 roku stacja przeszła całkowitą przebudowę w ramach której w miejsce dwóch niskich peronów jednokrawędziowych i trzech torów powstał układ dwóch torów z jednym peronem wyspowym. Układ torowy pozwala pociągom na jazdę po rozjazdach nawet z prędkością 70 km/h.

## Ruch pasażerski
| Rok  | Wymiana pasażerska na dobę |
| ---- | -------------------------- |
| 2017 | 20-49                      |
| 2022 | 20-49                      |

Budynek dworca w roku 2015 został przekazany samorządowi gminnemu.

## Połączenia
- Chojnice
- Kościerzyna